# Fridsröster 1918
Fridsröster, psalmbok och sångbok för väckelsemöten, bönemöten, ungdomsmöten, söndagsskolan och hemmet, utgiven 1918 i Chicago av Swedish Baptist General Conference of America och försåg de svenskspråkiga baptistförsamlingarna i USA med i första hand svenskspråkiga psalmer. Antalet psalmer i boken är 278. 